# Zephyranthes phycelloides
Zephyranthes phycelloides (Herb.) Nic.García è una specie  di pianta erbacea perenne, geofita, bulbosa, endemica del Cile.

## Descrizione
È una pianta bulbosa e perennifolia che si trova nella Cordigliera delle Ande centrali, in Cile, dove trascorre l'inverno coperta dalla neve.
Si presenta con un numero variabile da 3 a 6 fiori tubolari di colore rosso, con punte quasi bruciate. Le foglie compaiono con i fiori in primavera.